# Weißes Gold (Album)
Weißes Gold (Eigenschreibweise teilweise: Weisses Gold) ist ein 1978 erschienenes Konzeptalbum der Band Stern-Combo Meißen. Es handelt von der Erfindung des Porzellans durch Johann Friedrich Böttger in Dresden. Die Musik ist dem Artrock zuzurechnen.

## Besetzung
Die Kompositionen stammen von den Bandmitgliedern Thomas Kurzhals, Reinhard Fißler und Lothar Kramer sowie von Peter Werneburg. Der Goldmacher ist die Adaption eines Liedes von Johann Kuhnau. Die meisten Arrangements schuf Thomas Kurzhals, die Streicher- und Bläserarrangements Wolfgang Müller. Der Text basiert auf einer Version von Kurt Demmler, wurde aber von Norbert Jäger umgeschrieben. Produzent war Volkmar Andrä.
Die Stern-Combo Meißen bestand zum Zeitpunkt der Aufnahme 1978 aus Martin Schreier (Bandleader), Thomas Kurzhals (Keyboard), Norbert Jäger (Perkussion, Chorgesang), Reinhard Fißler (Gesang), Lothar Kramer (Keyboard, Chorgesang), Werther Lohse (Schlagzeug, Gesang) und Bernd Fiedler (Bass). Dazu spielte das Sinfonieorchester der Hochschule für Musik „Hanns Eisler“ Berlin unter Horst Förster; es sang der Chor des Wachregiments „Feliks Dzerżyński“ Berlin. Als Sprecher fungierte Ernst Kahler.

## Geschichte
Die Stern-Combo Meißen hatte 1977 ihr erstes, erfolgreiches Amiga-Album Stern-Combo Meißen mit Artrock-Stücken veröffentlicht. Der Zentralrat der FDJ beauftragte Stern-Combo Meißen daraufhin mit der Schaffung eines groß angelegten Werkes. Der Bandleader Martin Schreier hatte die Idee, das Schicksal Johann Friedrich Böttgers zu vertonen, und schrieb einen provisorischen englischen Text. Der professionelle Textdichter Kurt Demmler verfasste auf dessen Grundlage einen deutschen Text, den die Band in einer Produktion für den Rundfunk der DDR sang. Das Stück war im September 1977 „bühnenreif“. Die Premiere fand im November 1977 im Ost-Berliner Kino International statt. Später missfiel der Band der Text jedoch, so dass Norbert Jäger eine eigene Textversion schrieb. Sie unterschied sich thematisch nicht von der Demmler-Version, war aber nach Meinung der Band allgemeinverständlicher.
Daraufhin kam es im September 1978 zu einem Zivilprozess zwischen Demmler und der Band. Es war der erste Urheberrechtsprozess dieser Größenordnung in der DDR-Geschichte. Demmler wurde durch Rechtsanwalt Friedrich Karl Kaul vertreten. Der Prozess endete mit einem Vergleich: Demmler erhielt fortan die Hälfte der Tantiemen; die Textautoren von Weißes Gold wurden auf der Hülle als „Norbert Jäger nach Motiven von Kurt Demmler“ aufgeführt.
Statt des Orchesters der Musikhochschule „Hanns Eisler“ Berlin sollten nach anfänglichen Plänen die renommierten Dresdner Philharmoniker die Schallplattenaufnahme begleiten. Dies wurde jedoch aus Kostengründen geändert.
Die Auflage betrug fast 100.000. Die LP verkaufte sich aber nicht so gut wie das Vorgängeralbum.
1978 erschien das Album ebenfalls als LP bei Pool/Teldec in der Bundesrepublik Deutschland. 1987 wurde Weißes Gold durch das japanische Label Nexus erstmals auf CD veröffentlicht, 1993 kam das Album auch bei DSB als CD mit dem Bonustitel Der Frühling nach Antonio Vivaldi heraus. Dabei wurde der Begleitchor als „ein Männerchor“ bezeichnet. 1998, 2006 und 2018 erschien die CD erneut, zuletzt bei Buschfunk. Bei der 2018er Ausgabe handelte es sich um eine besondere Jubiläumsedition, auf der vier verschiedene Versionen zu finden sind (Rundfunk-Produktion 1978, aufgenommen im Klubhaus Nünchritz (Die Unveröffentlichte), AMIGA-Produktion 1979 (Das Original), CD 2 Studio-Produktion 2001 (Das Vermächtnis), Studio-Produktion 2018 (Die Neuproduktion)). Drei der vier Versionen wurden erstmals veröffentlicht.

## Inhalt
Das Album handelt von der Erfindung des Porzellans am sächsischen Hof am Anfang des 18. Jahrhunderts. Der Alchemist Johann Friedrich Böttger sollte ein Verfahren finden, Gold aus anderen Rohstoffen herzustellen. Dafür wurde er in Dresden eingesperrt. Er fand jedoch als erster Europäer zufällig eine Möglichkeit, Porzellan herzustellen, also „Weißes Gold“. Bis heute ist Meißener Porzellan weltbekannt.
Die Ouvertüre ist ein längeres Instrumentalstück, dass durch die Verwendung von Synthesizern geprägt ist. Kurz nach dem verhaltenen Beginn tritt der Sprecher auf und nennt in sachlichem Ton die wichtigsten Fakten der Handlung. Die Musik wird später durch Hinzunahme weiterer Instrumente rhythmischer und enthält viele Halbtonschritte, die das alchemistische Suchen darstellen sollen. Der Traum ist bis auf hohe, textlose Stimmen ein Instrumentaltitel, der mit seinem eingängigen Thema Elemente der Popmusik enthält. Des Goldes Bann ist ein rockiges Stück mit eingängigem Bass-Groove, das aus zwei Strophen besteht. Das folgende Stück Der Goldmacher ist ein gesprochener Text, der von barock anmutender Keyboard- und Orchestermusik unterlegt ist, vor allem von tiefen Streichinstrumenten. Ernst Kahler spricht einen Text, der die Zustände am Hofe Augusts des Starken emotional beschreibt. Die Flucht ist deutlich lauter gespielt und durch das lebhafte Bass- und Synthesizerspiel sowie hohen Scat-artigen Gesang gekennzeichnet.
Die Zweifel des Alchemisten drücken sich auch im gleichnamigen Stück durch disharmonische Akkorde aus. Dazu singt der Männerchor zu Orgelklängen. Zwischendurch erläutert der Sprecher, wie schlecht es um den erfolglosen Böttger bestellt ist. Die Erkenntnis, ebenfalls geprägt von den Keyboards, wird schrittweise harmonischer, bis eine rockige Melodie hervortritt. Fißler und Lohse singen in Ich-Form in zwei Strophen, wie Böttger Porzellan statt Gold herstellen möchte. Es folgt das letzte Stück, Weißes Gold, das mit einem schnellen, munteren Synthesizer-Zwischenspiel beginnt, das durch ein melodiöses Thema abgelöst wird. Die Keyboards, hier die elektronische Orgel, dominieren erneut. Eine dritte Strophe von Des Goldes Bann ist der letzte gesungene Part. Das Orchester mit dominierenden Blechbläsern wiederholt die Strophe bis zum ausgedehnten Schluss, der von Moll- zu Dur-Akkorden wechselt und mit Paukenschlägen unterlegt ist.

## Cover
Die beiden ersten Ausgaben hatten unterschiedlich gestaltete Plattenhüllen. Die Amiga-Ausgabe sowie die nachfolgenden CDs sind überwiegend in braun-weiß-schwarz gestaltet. Der Titel steht in Fraktur oben in der Mitte. Darunter befinden sich eine schwarz-braune Zeichnung der Silhouette Meißens mit Dom und Elbe und darunter die Darstellung eines gewellten Notenblatts, bei dem einige Notenlinien durch Streifen in den Farben des Regenbogens ersetzt sind. Darunter steht der Bandname. Die Rückseite ist im Wesentlichen ebenfalls braun-schwarz-weiß, weist aber ein blau-weißes Porträt Böttgers auf, darunter eine kurze Beschreibung seines Lebens. Links sind die Titel, Komponisten, Texter und Arrangeure aufgeführt, rechts die Namen bzw. Bezeichnungen der Mitwirkenden.
Die Pool-Ausgabe ist in blauen und weißen Farben gestaltet. Die Vorderseite ist durch eine ähnliche, größere Abbildung der Silhouette Meißens gekennzeichnet, das Notenblatt fehlt.

## Rezeption
„Das Weißes Gold betitelte Rock-Konzert der Stern Combo Meißen ist die in unserer Tanzmusikentwicklung bisher wohl überzeugendste Demonstration, wie wenig sich Unterhaltung […] mit bloß anstrengungslosem Musikkonsum gleichsetzen läßt. […] Wie sehr das jugendliche Publikum solch Bemühen zu honorieren weiß, ließ sich nicht zuletzt am Erfolg der Uraufführung dieser anspruchsvollen Neuschöpfung im November vergangenen Jahres im Berliner Kino International ablesen.“

## Titelliste

### Seite A
1. Ouvertüre (8:21)
2. Der Traum (2:13)
3. Des Goldes Bann (1:53)
4. Der Goldmacher (2:31)
5. Die Flucht (4:10)

### Seite B
1. Zweifel (9:08)
2. Die Erkenntnis (5:25)
3. Weißes Gold (3:54)

### Extratitel
Die 1993 erschienene CD enthält zusätzlich diesen Titel:
1. Der Frühling  (12:24)